# Francisco José Ventoso
Francisco José Ventoso Alberdi (* 6. Mai 1982 in Reinosa) ist ein ehemaliger spanischer Radrennfahrer. Er galt als Spezialist für die flämischen und nordfranzösischen Klassiker.

## Sportliche Karriere
2004 unterschrieb Ventoso seinen ersten Vertrag bei Saunier Duval-Prodir. Ihm gelang es im ersten Jahr als Berufsradfahrer eine Etappe der Katar-Rundfahrt und die USPRO Championship, das Rennen zur US-amerikanischen Meisterschaft, zu gewinnen. In den folgenden Jahren gelangen ihm mehrfach Etappensiege bei kleineren Rennen, aber auch bei den großen Rundfahren, so beim Giro d’Italia 2011, beim Giro d’Italia 2012 und bei der Vuelta a España 2006. Als bedeutendster Sieg seiner Karriere gewann er 2010 den Klassiker Paris-Brüssel. 2012 wurde er spanischer Meister im Straßenrennen.
Nachdem Ventoso anschließend vier Jahre ohne Rennerfolg geblieben war, wechselte er zur Saison 2017 zum BMC Racing Team, um dort den Mannschaftskapitän Greg Van Avermaet zu unterstützen. Nach der Saison 2020 seine Karriere als Aktiver beendete.

## Dopingverdacht
Im Mai 2008 wurde Ventoso positiv auf Furosemid getestet und für neun Monate gesperrt. Die Sperre wurde jedoch später aufgehoben.

## Erfolge
2004
- eine Etappe Katar-Rundfahrt
- USPRO Championship

2006
- eine Etappe Vuelta a España

2007
- drei Etappen Vuelta a Castilla y León

2008
- eine Etappe Vuelta a Castilla y León
- eine Etappe Vuelta a La Rioja

2009
- eine Etappe Vuelta a la Comunidad de Madrid
- Gesamtwertung Paris–Corrèze
- eine Etappe Tour du Gévaudan Languedoc-Roussillon
- Gesamtwertung und zwei Etappen Cinturó de l’Empordà
- Gran Premio Beghelli
- Gesamtwertung und eine Etappe Tour of Hainan

2010
- eine Etappe Andalusien-Rundfahrt
- eine Etappe Ster Elektrotoer
- eine Etappe Vuelta a Madrid
- Paris-Brüssel

2011
- eine Etappe Tour Down Under
- eine Etappe Ruta del Sol
- zwei Etappen Vuelta a Castilla y León
- eine Etappe Giro d’Italia
- Mannschaftszeitfahren Burgos-Rundfahrt

2012
- eine Etappe Circuit Cycliste Sarthe
- eine Etappe Giro d’Italia
- Spanischer Meister – Straßenrennen
- eine Etappe Tour du Poitou Charentes

2017
- Mannschaftszeitfahren Vuelta a España

## Grand-Tour-Platzierungen
| Grand Tour            | 2005 | 2006 | 2007 | 2008 | 2009 | 2010 | 2011 | 2012 | 2013 | 2014 | 2015 | 2016 | 2017 | 2018 | 2019 | 2020 |
| --------------------- | ---- | ---- | ---- | ---- | ---- | ---- | ---- | ---- | ---- | ---- | ---- | ---- | ---- | ---- | ---- | ---- |
| Giro d’ItaliaGiro     | DNF  | –    | –    | –    | –    | –    | DNF  | 92   | 66   | 125  | –    | –    | 94   | 89   | 87   | –    |
| Tour de FranceTour    | –    | 78   | DNF  | –    | –    | –    | –    | –    | –    | –    | –    | –    | –    | –    | –    | –    |
| Vuelta a EspañaVuelta | 94   | 78   | –    | –    | –    | –    | –    | –    | –    | –    | 81   | –    | 92   | –    | 97   | DNF  |